# Bataille de Landriano
Guerre de la Ligue de Cognac
Batailles
- Rome
- Naples
- Landriano
- Florence
- Gavinana

La bataille de Landriano, qui eut lieu le 21 juin 1529, durant la guerre de la Ligue de Cognac (une des guerres d'Italie), sonna le glas des ambitions de François Ier dans le Milanais. Quant à son adversaire, Charles Ier d'Espagne, qui avait été élu empereur (sous le nom de Charles Quint) mais n'avait pas encore été couronné par le pape, il put obtenir sa consécration à Bologne entre le 22 et le 24 février 1530, grâce à cette victoire et aux concessions arrachées à la France par l'humiliant traité de Barcelone (29 juin 1529). Cette défaite entraîna la signature de la paix de Cambrai (5 août 1529).
Les principales causes de la défaite des Français sont la défection du capitaine génois Andrea Doria, qui passa au service des Impériaux, et l'échec du siège de Naples (1528), une conséquence de la peste dont furent victimes, entre autres, les commandants français Lautrec et Navarro.
La bataille eut lieu à Landriano, petite localité de Lombardie proche de Pavie, où en 1525 François Ier avait déjà subi une cuisante défaite. Le fait décisif fut ici l'interception de l'armée de relève française, commandée par le comte de Saint-Pol, par l'armée impériale d'Antonio de Leyva.
Les hostilités reprirent : l'armée impériale, libérée par l'intervention de Philibert de Châlon, prince d'Orange, se tourna contre une République florentine isolée.